# District de Zurich
Pour les articles homonymes, voir Zurich (homonymie).
Le district de Zurich est un district du canton de Zurich en Suisse.
Le district ne compte aujourd'hui plus qu'une seule commune, la ville de Zurich, elle-même découpée en arrondissements. Cependant, de 1814 à 1989, le district de Dietikon ainsi que la commune de Zollikon située dans le district de Meilen étaient englobés dans le district.

## Communes

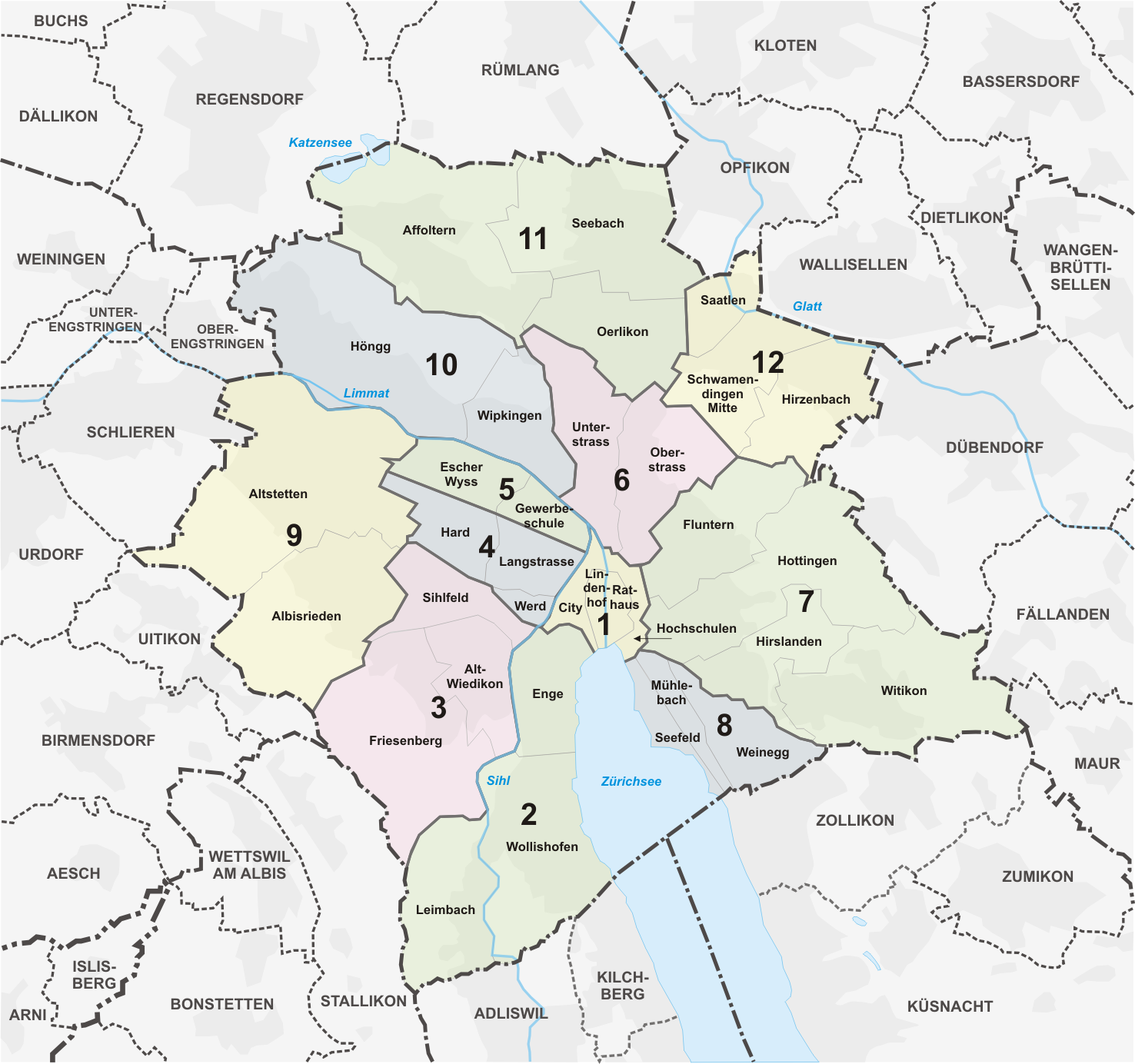
Les quartiers de la ville de Zurich

| Nom    | N° OFS | Population (décembre 2022) |
| ------ | ------ | -------------------------- |
| Zurich | 261    | +427 721,                  |
| Total  | Total  | +427 721,                  |